# Аккаттино, Анджело
Анджело Аккаттино (итал. Angelo Accattino; род. 31 июля 1966, Асти, Италия) — итальянский прелат и ватиканский дипломат. Титулярный архиепископ Сабионы с 13 сентября 2017. Апостольский нунций в Боливии с 13 сентября 2017 по 2 января 2023. Апостольский нунций в Танзании со 2 января 2023.